# Bridget Fonda
Bridget Jane Fonda (Los Angeles, 1964. január 27. –) kétszeresen Golden Globe-díjra jelölt, visszavonult amerikai színésznő.
A híres színészcsaládból származó Fonda az 1990-es években olyan filmekkel vált közismertté, mint A Keresztapa III. (1990), az Egyedülálló nő megosztaná (1992), A bérgyilkosnő (1993), a Sorsjegyesek (1994) és a Jackie Brown (1997).

## Fiatalkora és családja
Los Angelesben született, családjában számos híres színész fellelhető, köztük nagyapja, Henry Fonda, édesapja Peter Fonda és nagynénje, Jane Fonda. Édesanyja Susan Jane Brewer. Bridget anyai nagyanyja, Mary Sweet Noah Dietrich üzletember felesége volt. Keresztnevét Margaret Sullavan színésznő lánya, Bridget Hayward után kapta.
Szülei válása után Bridget apjával, Fondával és annak második feleségével, Portia Rebecca Crockett-tel, valamint Justin nevű bátyjával és Thomas McGuane Jr. nevű mostohabátyjával élt együtt Kaliforniában, majd Montanában.

## Színészi pályafutása
Filmes debütálása ötéves korában volt az 1969-es Szelíd motorosok című filmben. Abban a hippikommunában alakított egy kislányt, amelyet a film főszereplői, Peter Fonda és Dennis Hopper amerikai útjuk során meglátogatnak. 1989-ben kapta meg első jelentősebb filmszerepét a Botrány című brit drámában, alakításáért Golden Globe-díjra jelölték, mint legjobb női mellékszereplő. Ugyanebben az évben még szerepelt A szerelem megvár és a Táncőrület című filmekben is.
Az áttörést filmes karrierjében A Keresztapa III. hozta el 1990-ben, melyben egy újságírónőt alakít. 1992-ben az Egyedülálló nő megosztaná című filmben kapott főszerepet, illetve ebben az évben feltűnt a Facérok című romantikus vígjátékban is.
Fontosabb alakításának számít az 1993-as A bérgyilkosnő című akciódráma. Egy filmkritikus „provokatívan és gúnyosan öntudatosnak” nevezte alakítását. 1997-ben Fonda egy repülőgépen utazott Quentin Tarantinóval, aki felajánlotta neki Melanie szerepét a Jackie Brownban. Beszámolók szerint a színésznőnek az Ally McBeal címszerepét szintén felkínálták, de ő visszautasította, hogy filmes karrierjére összpontosíthasson. 1997-ben az Esthomály című tévéfilmben szerepelt. A színésznőt Primetime Emmy-díjra jelölték legjobb női mellékszereplő (minisorozat vagy tévéfilm) kategóriában.
Az 1990-es évek végére pályafutása mégis hanyatlani kezdett és csupán felejthetőbb filmes művekben volt látható. 2001-ben ugyanakkor az Amy után című tévéfilmben nyújtott alakításáért megkapta második, legjobb női főszereplő (minisorozat vagy tévéfilm) kategóriájú Golden Globe-jelölését.
2001-ben Jet Li oldalán egy prostitúcióra kényszerített, drogfüggő édesanyát játszott A sárkány csókja című amerikai-francia akcióthrillerben. 2002-ben A Hókirálynő című tévéfilmben alakította a címszereplőt, azóta viszont nem szerepelt több filmben.
2009-ben állt utoljára nyilvánosság elé, amikor férjével együtt részt vett a Becstelen brigantyk Los Angeles-i premierjén.

## Magánélete
2003 februárjában súlyos autóbalesetet szenvedett Los Angelesben. Még ugyanebben az évben a zeneszerző, Danny Elfman eljegyezte és feleségül vette. 2005-ben született meg fiuk, Oliver.

## Filmográfia

### Film
| Év   | Magyar cím                | Eredeti cím                   | Szerep                                     | Magyar hang            |
| ---- | ------------------------- | ----------------------------- | ------------------------------------------ | ---------------------- |
| 1969 | Szelíd motorosok          | Easy Rider                    | gyermek egy hippikommunában                |                        |
| 1987 | Ária                      | Aria                          | szerető                                    |                        |
| 1988 | A szerelem megvár         | You Can't Hurry Love          | Peggy Kellogg                              | Kiss Erika             |
| 1988 | Gandahar                  | Gandahar                      | több szereplő hangja                       |                        |
| 1989 | Botrány                   | Scandal                       | Mandy Rice-Davies                          |                        |
| 1989 | Táncőrület                | Shag                          | Melaina                                    | Varga Zsuzsa           |
| 1989 |                           | Strapless                     | Amy Hempel                                 |                        |
| 1990 | Az örök Frankenstein      | Frankenstein Unbound          | Mary Wollstonecraft Godwin                 |                        |
| 1990 | A Keresztapa III.         | The Godfather Part III        | Grace Hamilton                             | Radó Denise            |
| 1990 | A Keresztapa III.         | The Godfather Part III        | Grace Hamilton                             | Incze Ildikó           |
| 1991 | Acéllabirintus            | Iron Maze                     | Chris Sugita                               | Rácz Kati              |
| 1991 | Szűnj meg, Fred!          | Drop Dead Fred                | Annabella                                  | Kiss Erika             |
| 1991 |                           | Out of the Rain               | Jo                                         |                        |
| 1991 | Doc Hollywood             | Doc Hollywood                 | Nancy Lee Nicholson                        | Bede-Fazekas Annamária |
| 1992 | Az éjszaka mélyén         | Leather Jackets               | Claudi                                     | Biró Anikó             |
| 1992 | Egyedülálló nő megosztaná | Single White Female           | Allison Jones                              | Nyertes Zsuzsa         |
| 1992 | Egyedülálló nő megosztaná | Single White Female           | Allison Jones                              | Rudolf Teréz           |
| 1992 | Facérok                   | Singles                       | Janet Livermore                            | Nyertes Zsuzsa         |
| 1992 | A sötétség serege         | Army of Darkness              | Linda (cameo)                              | nem szólal meg         |
| 1993 | Vegyes-páros              | Bodies, Rest & Motion         | Beth                                       |                        |
| 1993 | A bérgyilkosnő            | Point of No Return            | Maggie Hayward / Claudia Anne Doran / Nina | Farkasinszky Edit      |
| 1993 | A kis Buddha              | Little Buddha                 | Lisa Conrad                                | Orosz Helga            |
| 1994 | Sorsjegyesek              | It Could Happen to You        | Yvonne Biasi                               | Györgyi Anna           |
| 1994 | Sorsjegyesek              | It Could Happen to You        | Yvonne Biasi                               | Tóth Enikő             |
| 1994 | Promenád a gyönyörbe      | The Road to Wellville         | Eleanor Lightbody                          | Györgyi Anna           |
| 1994 | Camilla                   | Camilla                       | Freda Lopez                                |                        |
| 1995 | Különös varázslat         | Rough Magic                   | Myra Shumway                               | Orosz Helga            |
| 1995 | Balto                     | Balto                         | Jenna (hangja)                             | Orosz Helga            |
| 1996 | Minden gyanú felett       | City Hall                     | Marybeth Cogan                             | Juhász Judit           |
| 1996 | A szerelem hangja         | Grace of My Heart             | Kelly Porter                               |                        |
| 1997 |                           | Touch                         | Lynn Marie Faulkner                        |                        |
| 1997 |                           | Mr. Jealousy                  | Irene                                      |                        |
| 1997 | Jackie Brown              | Jackie Brown                  | Melanie Ralston                            | Kiss Virág Magdolna    |
| 1998 | Őrület sodrában           | Break Up                      | Jimmy Dade                                 | Roatis Andrea          |
| 1998 | Elvis-lek Memphisbe       | Finding Graceland             | Ashley                                     |                        |
| 1998 | Szimpla ügy               | A Simple Plan                 | Sarah                                      | Zakariás Éva           |
| 1999 | A szörny                  | Lake Placid                   | Kelly Scott                                | Orosz Anna             |
| 2000 | Kelet vadnyugat           | South of Heaven, West of Hell | Adalyne Dunfries                           | Solecki Janka          |
| 2001 | Angyali meló              | Delivering Milo               | Elizabeth                                  | Orosz Anna             |
| 2001 | Talpig majom              | Monkeybone                    | Dr. Julie McElroy                          | Bognár Gyöngyvér       |
| 2001 | A sárkány csókja          | Kiss of the Dragon            | Jessica Kamen                              | Szalay Marianna        |
| 2001 | A sárkány csókja          | Kiss of the Dragon            | Jessica Kamen                              | Kisfalvi Krisztina     |
| 2001 | Játssz a tűzzel!          | The Whole Shebang             | Val Bazinni                                | Udvarias Anna          |

### Televízió
| Év   | Magyar cím     | Eredeti cím                  | Szerep               | Megjegyzések                               |
| ---- | -------------- | ---------------------------- | -------------------- | ------------------------------------------ |
| 1989 |                | Jacob Have I Loved           | Louise Bradshaw      | tévéfilm                                   |
| 1989 | 21 Jump Street | 21 Jump Street               | Molly 'Moho' Chapman | 1 epizód                                   |
| 1989 |                | The Edge                     | Dorite               | HBO próbaepizód                            |
| 1997 | Esthomály      | In the Gloaming              | Anne                 | tévéfilm                                   |
| 2001 |                | Night Visions                | Mary                 | televíziós sorozat (1 epizód)              |
| 2001 | Amy után       | No Ordinary Baby / After Amy | Linda Sanclair       | - tévéfilm - magyar hangja: - Urbán Andrea |
| 2002 |                | The Chris Isaak Show         | Stephanie Furst      | 4 epizód                                   |
| 2002 | A hókirálynő   | Snow Queen                   | Hókirálynő           | - tévéfilm - magyar hangja: - Balázs Ági   |

## Díjak és jelölések
| Év   | Díj                    | Kategória                                              | Jelölt mű  | Eredmény | Forr. |
| ---- | ---------------------- | ------------------------------------------------------ | ---------- | -------- | ----- |
| 1990 | Golden Globe-díj       | legjobb női mellékszereplő                             | Botrány    | Jelölve  | [ 8 ] |
| 1990 | Independent Spirit-díj | legjobb női mellékszereplő                             | Táncőrület | Jelölve  |       |
| 1997 | Primetime Emmy-díj     | legjobb női mellékszereplő (minisorozat vagy tévéfilm) | Esthomály  | Jelölve  | [ 9 ] |
| 2002 | Golden Globe-díj       | legjobb női főszereplő (minisorozat vagy tévéfilm)     | Amy után   | Jelölve  | [ 8 ] |

## Fordítás
- Ez a szócikk részben vagy egészben  a   Bridget Fonda című angol Wikipédia-szócikk ezen változatának fordításán alapul.  Az eredeti cikk szerkesztőit annak laptörténete sorolja fel. Ez a jelzés csupán a megfogalmazás eredetét és a szerzői jogokat jelzi, nem szolgál a cikkben szereplő információk forrásmegjelöléseként.